# جائزة العثور في الترجمة
جائزة العثور في الترجمة هي جائزة سنوية تُمنح لأفضل ترجمة للأدب البولندي إلى اللغة الإنجليزية. تُمنح الجائزة للمترجم (المترجمين) الذي يحصل أيضًا على جائزة نقدية قدرها 16000 زلوتي بولندي.
أسس الجائزة معهد الكتاب البولندي والمعهد الثقافي البولندي في لندن والمعهد الثقافي البولندي في نيويورك ودار النشر في وارسو. منذ عام 2015 ، مُنح الجائزة معهد الكتاب البولندي والمعهد الثقافي البولندي في لندن والمعهد الثقافي البولندي في نيويورك (في عام 2016 انضم إليهم المعهد البولندي في نيودلهي). تم الإعلان عن الفائز الأول بالجائزة في عام 2008

## الفائزون بالجائزة
- 2008 بيل جونستون، مترجم قصائد تاديوش روجيفيتش الجديدة ( أرخبيل الكتب، نيويورك، 2007)
- 2009 أنتونيا لويد جونز، مترجمة العشاء الاخير، باوي هويل( ذيل الثعبان، 2008)
- 2010 دانوتا بورشاردت، مترجم بورناقرافيا ويتولد جومبروفيتش (جروف / اتلانتيك، 2009)
- 2011 كلير كافانا وستانيسلو باراكزاك، مترجم هنا ويسلاوا سزيمبورسكا (هوتون ميفلين هاركورت، 2010)
- 2012 جوانا ترزيتشياك، مترجمة تاديوس روزيفيتش الصورة سوبينج سوبر باور (دبليو دبليو نورتون، 2011)
- 2013 أنتونيا لويد جونز، مترجمة سبعة كتب نشرت عام 2012: - قصص البحر البارد لباوي هويل (مطبعة فاصلة، 2012)
-زحل جاسيك دهنيل (مطبعة ذرة من الحقيقة، زيجمونت ميوسوسكي، 2012)
-( مرارة/ليمون/صحافة، 2012) أرتور دوموسلافسكي، ريزارد كابوتشينسكي، الحياة فيرسو بوكس، 2012) فويتشخ (سبع قصص وأولد ستريت للنشر )،(جاجيلسكي ذا نايت واندررز)
-كوري أندريه شتشيكليك: حول المرض والمريض والبحث عن روح الطب (مطبعة كاونتر بوينت، 2012) - كايتك الساحر لـ يانوش كورتشاك(منشورات اوريم / بينلايت 2012)
- 2014 فيليب بوم، مترجم مطاردة ملك القلوب حنا كرال (مطبعة بيرين، 2013)
- 2015 أورسولا فيليبس، مترجمة زوفيا ناكوسكا شوكاس (مطبعة جامعة شمال إلينوي، 2014)
- 2016 بيل جونستون، مترجم ويرزكزينسك محطات توماش روسيكي الاثنتا، مطبعة زفير، شيكاغو 2015)
-2017 بيوتر فلورشيك، مترجم حجم شعر آنا بناء الحاجز ( كتب الحانة، 2016)
- 2018 جينيفر كروفت، مترجمة الرحلات الجوية من تأليف أولغا توكارتشوك
- 2019 مادلين جي ليفين، مترجمة القصص المجمّعة بقلم برونو شولتز
- 2020 آنا زارانكو، مترجمة مذكرات بطل معاد لكورنيل فيليبوفيتش